# Fesches-le-Châtel
Fesches-le-Châtel is een gemeente in het Franse departement Doubs (regio Bourgogne-Franche-Comté). De plaats maakt deel uit van het arrondissement Montbéliard. Fesches-le-Châtel telde op 1 januari 2022 2.147 inwoners.

## Geografie
De oppervlakte van Fesches-le-Châtel bedraagt 3,46 vierkante kilometer; de bevolkingsdichtheid is 628 inwoners per km² (per 1 januari 2019).
De onderstaande kaart toont de ligging van Fesches-le-Châtel met de belangrijkste infrastructuur en aangrenzende gemeenten.

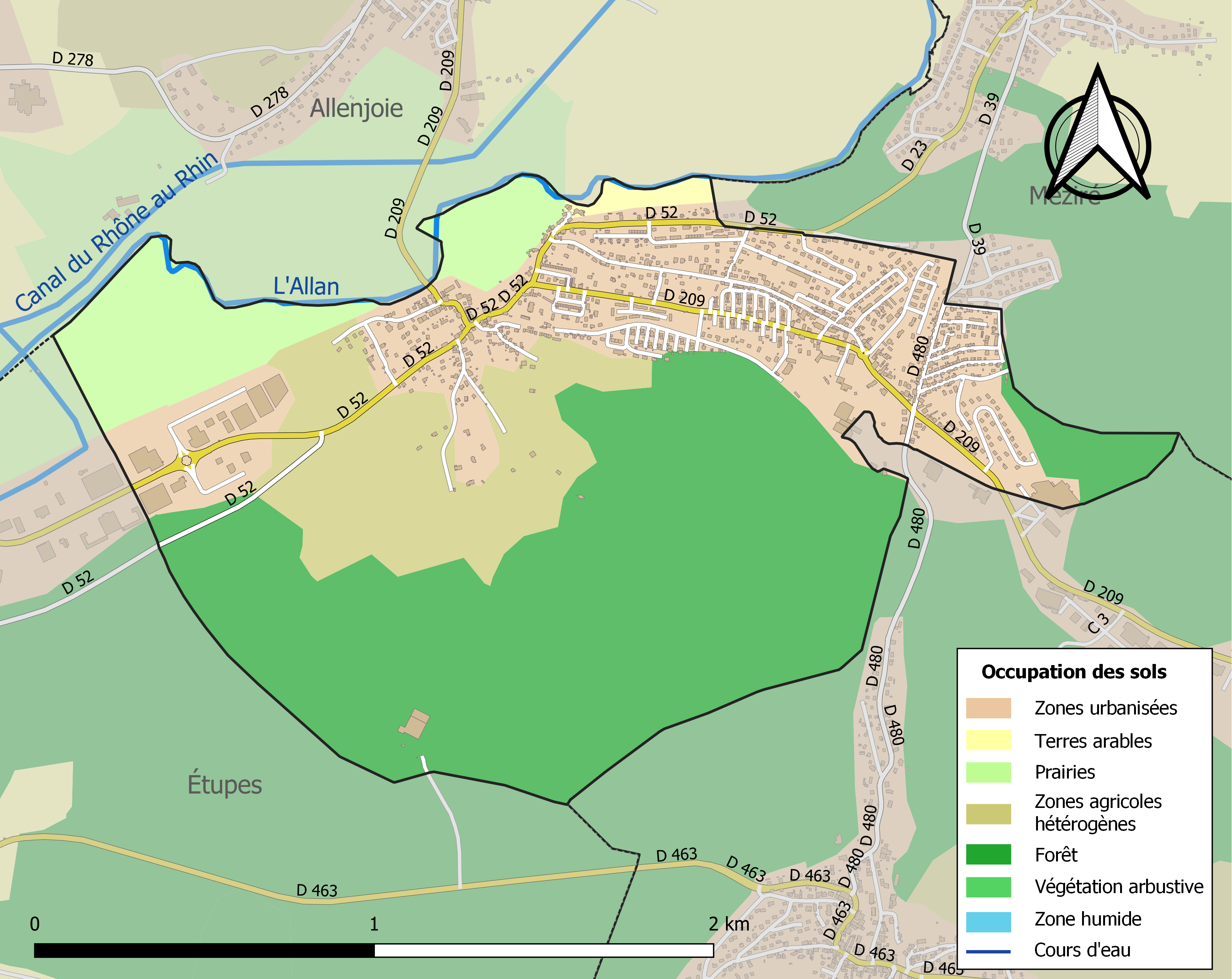

## Demografie
Onderstaande figuur toont het verloop van het inwonertal (bron: INSEE-tellingen).